# Narcís Serra
Narcís Serra Serra (Barcelona, 30 de mayo de 1943) es un economista y político español. Miembro fundador del Partido de los Socialistas de Cataluña (PSC), consejero preautonómico en el ejecutivo catalán entre 1977 y 1979 y alcalde de Barcelona entre 1979 y 1982, ese año entró en el Gobierno de España, ejerciendo la titularidad de la cartera de Defensa entre 1982 y 1991. Pasó entonces a desempeñar la vicepresidencia del Gobierno. Tras la salida del Partido Socialista Obrero Español (PSOE) del Gobierno, ejerció de primer secretario del PSC hasta el año 2000.

## Biografía

### Primeros años y formación
Nacido el 30 de mayo de 1943 en Barcelona, se formó en la Escuela Pía Balmes y fue escultista. Licenciado en Ciencias Económicas por la Universidad de Barcelona (UB), fue militante del Frente Obrero de Cataluña (FOC). En 1965 pasó a ejercer de director de la sección de Estadística de la Cámara de Comercio de Barcelona. Montó junto a Miquel Roca un gabinete de estudios a principios de la década de 1970, en representación de los grandes propietarios de la zona, encargó el Plan de la Ribera, aprobado inicialmente en 1971 por el Ayuntamiento de José María de Porcioles, pero que pudo ser rechazado por la fuerte oposición popular a la urbanización privada y masiva de toda la franja costera de Barcelona. 
En 1974 se doctoró en la Universidad Autónoma de Barcelona (UAB).
Posteriormente el Colegio de Arquitectos convocó un concurso público que fue ganado por la Escola d'Arquitectura de Barcelona, que presentó un proyecto alternativo que fue posteriormente el modelo que se siguió para la remodelación de dicho barrio en los años 1990.

### Consejero de Tarradellas y alcalde de Barcelona
Tras la muerte de Francisco Franco y el regreso a España de Josep Tarradellas, participó en el Gobierno catalán preautonómico presidido por este último entre 1977 y 1979, como consejero de Política Territorial y Obras Públicas.
Perteneciente al núcleo fundador en 1978 del Partido de los Socialistas de Cataluña (PSC), encabezó la candidatura socialista en las elecciones municipales del 1 de abril de 1979 en Barcelona. Fue investido alcalde de la Ciudad Condal el 19 de abril. La corporación tuvo que lidiar con los apuros económicos heredados del mandato de Porcioles y la problemática general de pobreza, degradación urbana y chabolismo.

### Ministro de Defensa

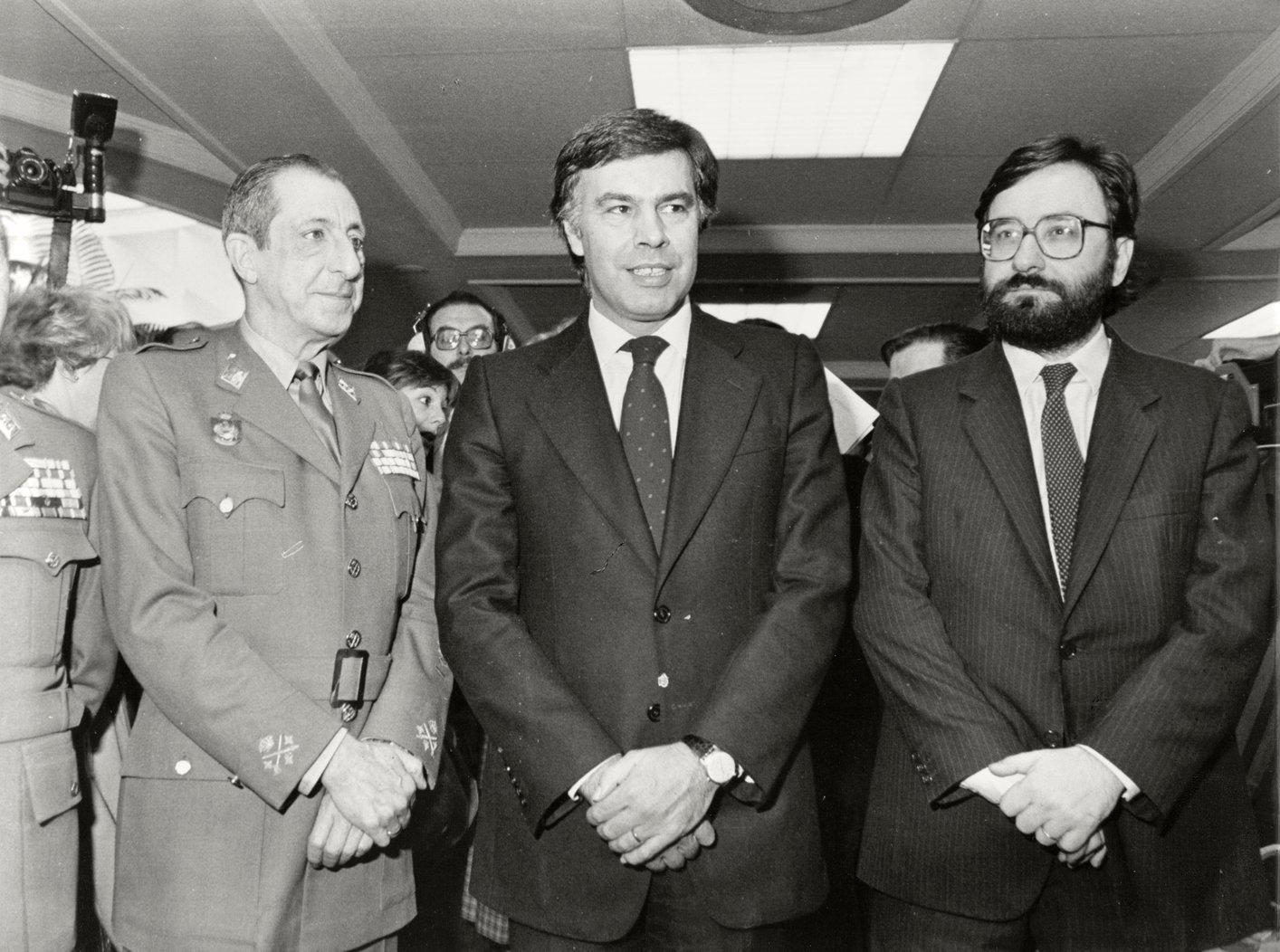
En diciembre de 1982, junto al presidente de la JUJEM Álvaro Lacalle Leloup y a Felipe González.

Con la victoria del Partido Socialista Obrero Español (PSOE) en las elecciones generales de 1982 pasó a formar como Ministro de Defensa parte del primer gabinete socialista presidido por Felipe González. Al frente de esta cartera, de dificilísimo ejercicio tras la todavía reciente intentona golpista del 23 de febrero de 1981, fue el encargado de modernizar y democratizar las Fuerzas Armadas. Al igual que el resto de ministros de defensa socialistas se alejó no obstante de cualquier tipo de aproximación neoazañista a la política del ministerio.
Le correspondió entonces el difícil papel de modificar la política de su partido en relación con la OTAN, ya que el PSOE se había opuesto al ingreso sin referéndum previo que estaba preparando el gobierno de Calvo-Sotelo en una conocida campaña (cuyo lema «OTAN, de entrada no. Exige que te escuchen. Exige un referéndum» se había popularizado entre la izquierda española), pero debió cambiar su postura en el referéndum que se organizó sobre la permanencia de España en la OTAN, que había sido una de las promesas electorales del PSOE.

### Vicepresidencia del Gobierno
En 1991 fue nombrado vicepresidente del Gobierno, cargo que repitió después de las elecciones de 1993. Permaneció como vicepresidente del Gobierno hasta su dimisión, junto al ministro de Defensa Julián García Vargas, en junio de 1995.

### Actividad posterior
En 1996 pasó a ser secretario general del PSC, cargo que dejó en 2000. Fue diputado en el Congreso por la circunscripción de Barcelona entre 1986 y 2004. 

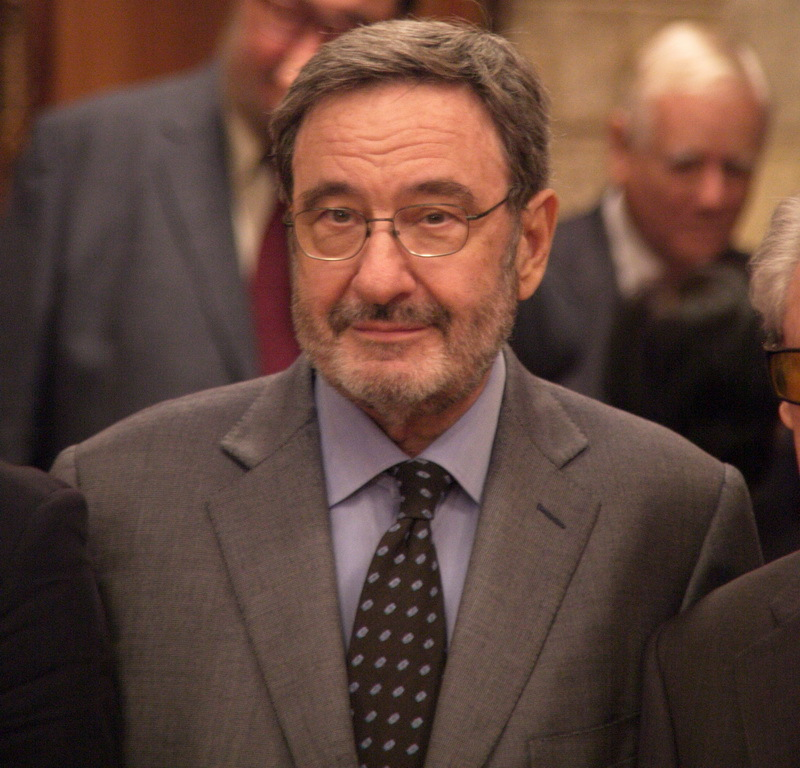
En 2015

En 2005 fue nombrado presidente de Caixa Catalunya y el 28 de agosto de 2010 se anunció que antes de la fusión de la entidad con las cajas de Manresa y Tarragona se había subido el sueldo, a pesar de encontrarse la entidad intervenida por el FROB y en plena crisis económica. Después de cinco años como presidente de Caixa Catalunya solo un año después de dejar su cargo en la entidad y debido a la acumulación de tóxicos inmobiliarios durante su etapa dentro de la burbuja inmobiliaria la entidad requirió la intervención por el Banco de España y quedó controlada por el Estado en un 90 %. Otro de sus cargos relacionados con la caja, Serra se incorporó en abril de 2008 al consejo de administración de Gas Natural en representación de Caixa Catalunya, sustituyendo entonces a José María Loza, y en diciembre del 2011 dimitió.
En septiembre de 2013 la fiscalía Anticorrupción de Barcelona denunció y pidió la imputación del expresidente de Caixa Catalunya, Narcís Serra, y del exdirector general Adolf Todó.
En febrero de 2018 fue llamado a declarar imputado por la Audiencia Nacional por irregularidades en su actuación en lo relativo al caso del agujero de Catalunya Caixa. Un año después, en febrero de 2019, fue absuelto por la Audiencia de Barcelona, junto con el resto de la cúpula de Catalunya Caixa, por los sobresueldos cobrados al frente de esa entidad.
Actualmente es el presidente honorífico en el Instituto Barcelona de Estudios Internacionales (IBEI). Desde junio de 2023, es consejero independiente de la papelera catalana Miquel y Costas.